# مونت باشي ستراد بينك 2011
مونت باشي ستراد بينك 2011 (بالإيطالية: Monte Paschi Strade Bianche 2011)‏ هو سباق دراجات هوائية، وهو الموسم رقم 5 من ستراد بينك، وأقيم في 5 مارس 2011 ضمن سباقات طواف أوروبا للدراجات 2010–11.
فاز  بالمركز الأول فيليب جيلبير، وبالمركز الثاني أليساندرو بلان، وبالمركز الثالث داميانو كيونقو.

## الفائزون
| الترتيب | الفائز         |
| ------- | -------------- |
| الفائز  | فيليب جيلبير   |
| الثاني  | أليساندرو بلان |
| الثالث  | داميانو كيونقو |